# Akom-Binyeng
Pour les articles homonymes, voir Akom.
Akom-Binyeng (ou Akombinien) est un village du Cameroun situé dans le département du Dja-et-Lobo et la Région du Sud, non loin du Gabon et de la République du Congo, sur la route qui relie Sangmélima à Djoum. Il fait partie de la commune de Djoum.

## Population
En 1963, Akom-Binyeng comptait 92 habitants, pour la plupart des Boulou. Lors du recensement de 2005, 215 personnes y ont été dénombrées.